# فرنسيسكو غيريرو مارين
فرنسيسكو غيريرو مارين (بالإسبانية: Francisco Guerrero Marín)‏ هو ملحن إسباني، ولد في 7 يوليو 1951 في ليناريس في إسبانيا، وتوفي في 19 أكتوبر 1997 في مدريد في إسبانيا.

## وصلات خارجية
- فرنسيسكو غيريرو مارين على موقع ميوزك برينز (الإنجليزية)
- فرنسيسكو غيريرو مارين على موقع أول ميوزيك (الإنجليزية)
- فرنسيسكو غيريرو مارين على موقع ديسكوغز (الإنجليزية)